# Parc (métro de Montréal)
Pour les articles homonymes, voir Parc (homonymie).
Parc est une station de la ligne bleue du Métro de Montréal. Elle est située au 7245, rue Hutchison, quartier Parc-Extension de l'arrondissement Villeray–Saint-Michel–Parc-Extension à Montréal, dans la province de Québec au Canada.
Son seul accès est un édicule situé dans l'ancien bâtiment de la gare Jean-Talon du Canadien Pacifique. Elle est en correspondance avec la gare Parc pour les trains de banlieue de la ligne Exo 12 - Saint-Jérôme.

## Situation sur le réseau

Plan du métro en 2020.

La station souterraine Parc du métro de Montréal est située sur la ligne bleue entre les stations De Castelnau, en direction du terminus Saint-Michel, et Acadie, en direction du terminus Snowdon,.

## Histoire

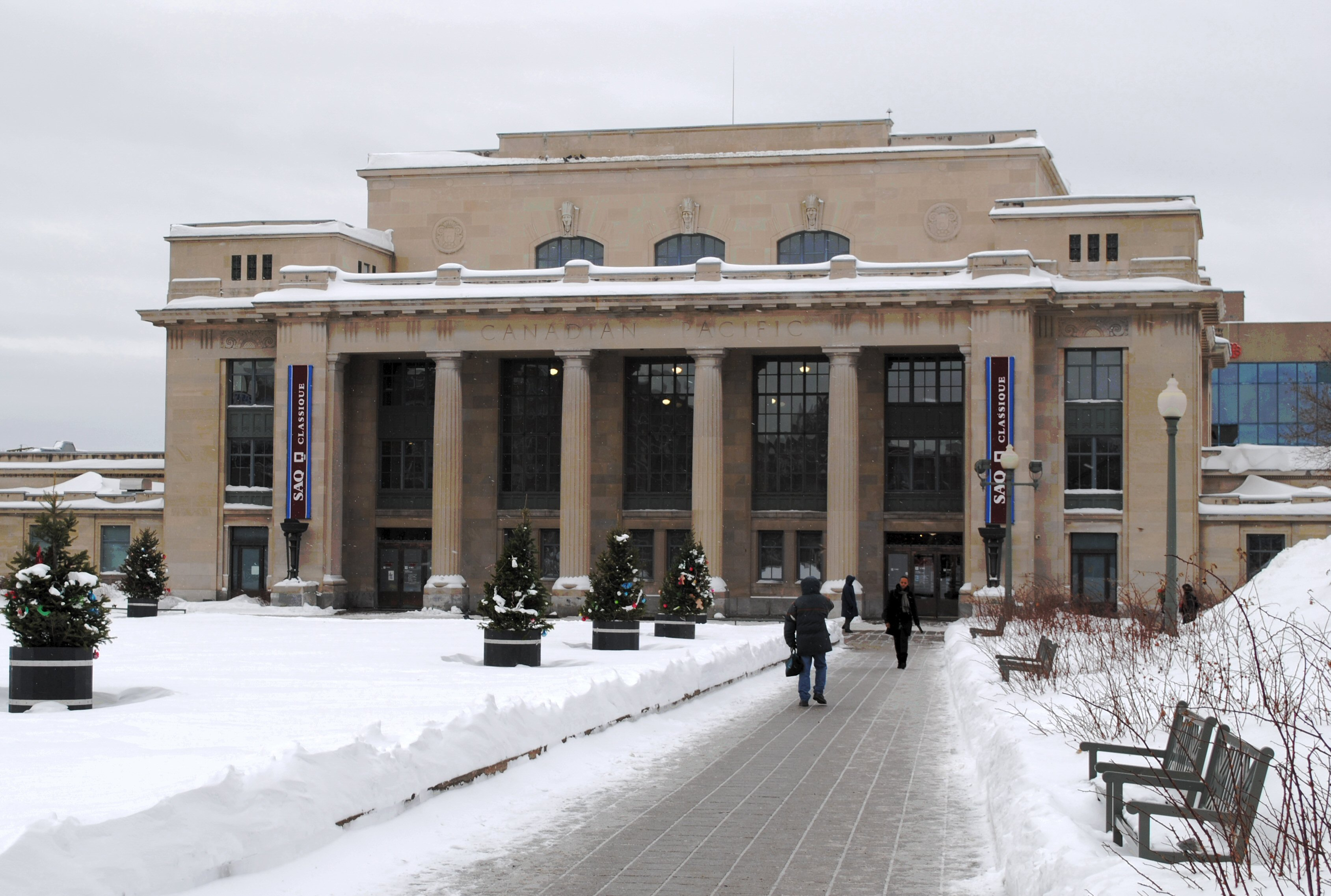
Ancienne gare gare Jean-Talon

La station est inaugurée le 15 juin 1987 et son édicule est situé dans le bâtiment de l'ancienne gare Jean-Talon construite en 1931. L'ancienne gare est due à l'architecte Colin Minors Drewitt, et la station du métro au cabinet Blouin, Blouin et associés. Les œuvres installées sont de Huguette Desjardins et Claire Sarrasin
Le nom de la station provient de l'avenue du Parc, autrefois appelée Park Avenue, nommée ainsi car elle longe le parc du Mont-Royal.
La station s'est brièvement appelée Station du Parc entre mai et novembre 2014, avant que la Société de transport de Montréal ne revienne sur sa décision,.
L'Ordre des architectes du Québec a décerné en 1989 un prix d'architecture et d'urbanisme pour cette station.
En 2020, le transit annuel de la station est de 1 404 426 entrants.

## Services aux voyageurs

### Accès et accueil
- 7245, rue Hutchison, dans le bâtiment de l'ancienne gare Jean-Talon[13].

Cet édicule comporte trois sorties: Deux vers la rue Hutchison et une vers la rue Ogilvy vers la Gare Parc de la ligne 12 de train de banlieue Saint-Jérôme d'Exo.

### Desserte

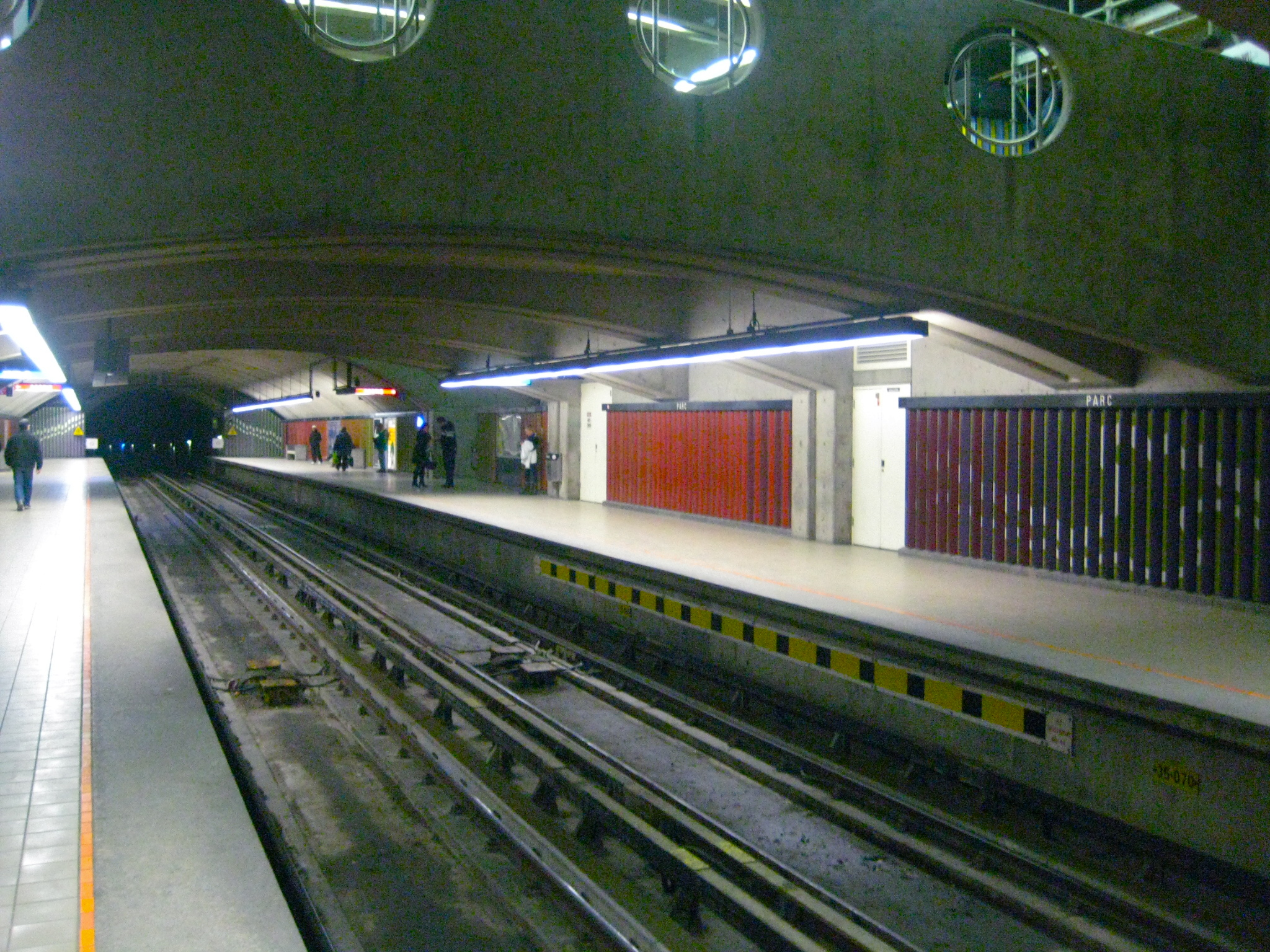
Voies et quais de la station.

La station Parc est desservie par les rames de la ligne bleue. En direction de Snowdon de 5 h 37 à 0 h 52 (semaine et dimanche) et à 1 h 22 (samedi). En direction de Saint-Michel de 5 h 36 à 0 h 51 (semaine et dimanche) et à 1 h 21 (samedi). La fréquence de passage des rames est : en semaine, de trois à cinq minutes en heures de pointe (7 h à 9 h et 16 h à 18 h) et de cinq à dix minutes hors heures de pointe ; les samedi et dimanche, de huit à onze minutes sur l'ensemble de l'ouverture.

### Lignes de bus et Gare Parc
Elle est en correspondance avec la gare Parc de la ligne 12 du train de banlieue Saint-Jérôme d'Exo.
| Numéros | Noms             | Service          |
| ------- | ---------------- | ---------------- |
| 16      | Graham           | De Jour          |
| 80      | Avenue du Parc   | De Jour          |
| 92      | Jean-Talon Ouest | De Jour          |
| 93      | Jean-Talon       | De Jour          |
| 365     | Avenue du Parc   | De Nuit          |
| 372     | Jean-Talon       | De Nuit          |
| 480     | Express du Parc  | Heures de pointe |

## Art dans le métro
Au niveau des quais une frise de couleurs vives est l'œuvre d'Huguette Desjardin et vers l'accès, depuis les quais, à l'édicule, un puits de lumière contient une sculpture, nommée Métamorphose d'Icar, œuvre de Claire Sarasin.

œuvres
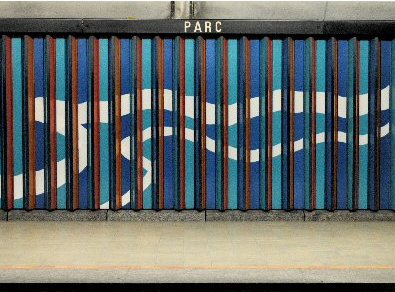
Frise murale Huguette Desjardins.
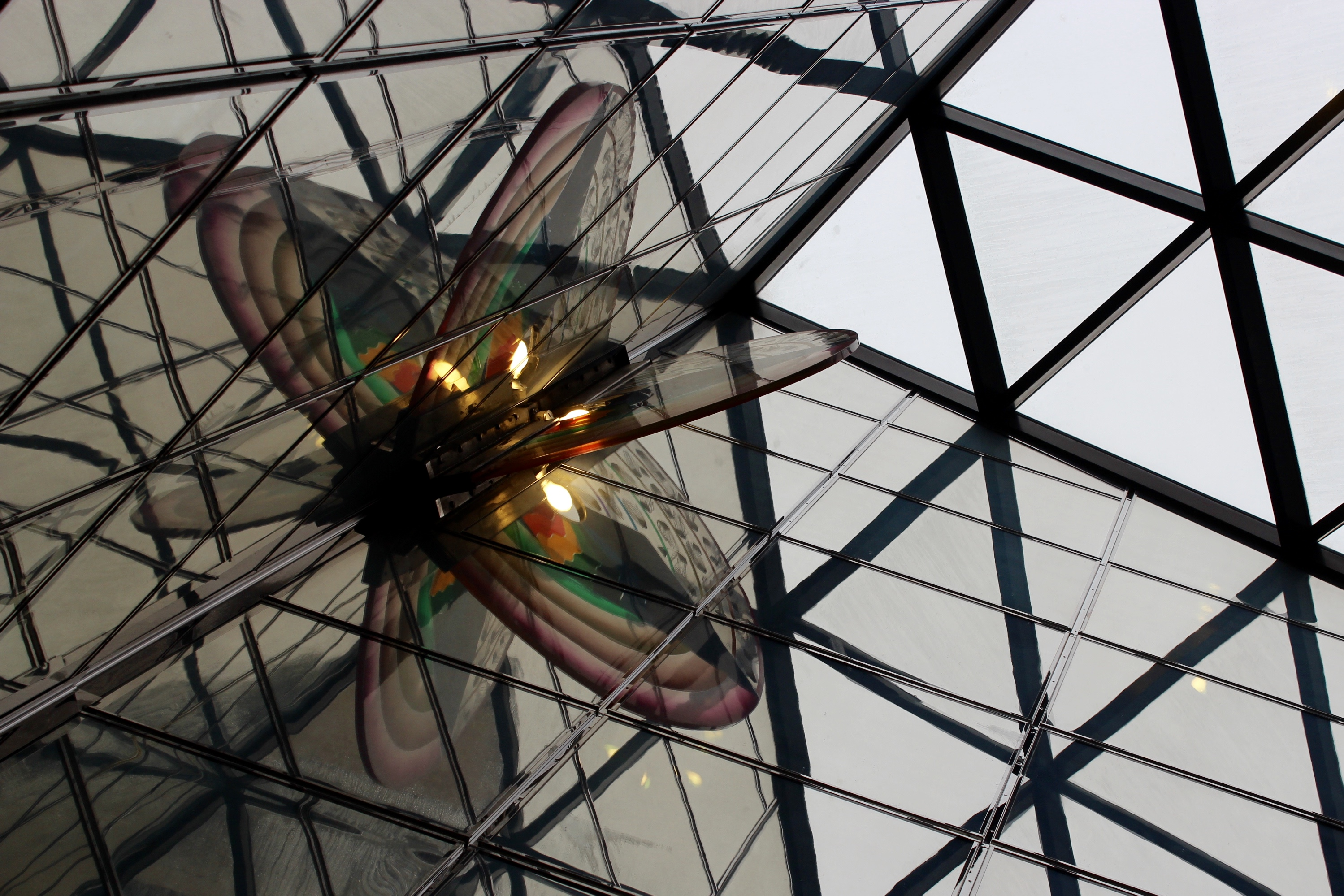
Métamorphose d’Icare Claire Sarrasin.

## À proximité
La station Parc est située au cœur de Parc-Extension, un des quartiers les plus multiculturels de Montréal. On y retrouve notamment une importante communauté grecque. 
- Parc Jarry
- Parc Athéna
- CLSC Parc-Extension